# Стилианос Клидис
Стилианос Клидис (на гръцки: Στυλιανός Κλειδής) е гръцки революционер, деец на Гръцката въоръжена пропаганда в Македония от началото на XX век.

## Биография
Стилианос Клидис е роден през 1862 или 1872 година в Анкуселиана на остров Крит. Присъединява се към гръцката пропаганда в Македония и през август 1904 година навлиза в Македония с четата на Евтимиос Каудис. По-късно оглавява своя чета от 120 критияни от Ретимно и Анкуселиана. Навлиза в Македония общо пет пъти.
Заловен и затворен в Битоля. След Младотурската революция в 1908 година е амнистиран.
След избухването на Балканската война в 1912 година, Клидис е начело на отряд от критски доброволци. Загива на 10 октомври 1912 г. в битката при „Свети Илия“ при Мецово.
- Стилианос Клидис
- Посрещане на солунската гара на освободените от Битолския затвор 120 андарти, сред които Клидис и Йоанис Доксакис
- Стилианос Клидис